# Frida Melvær

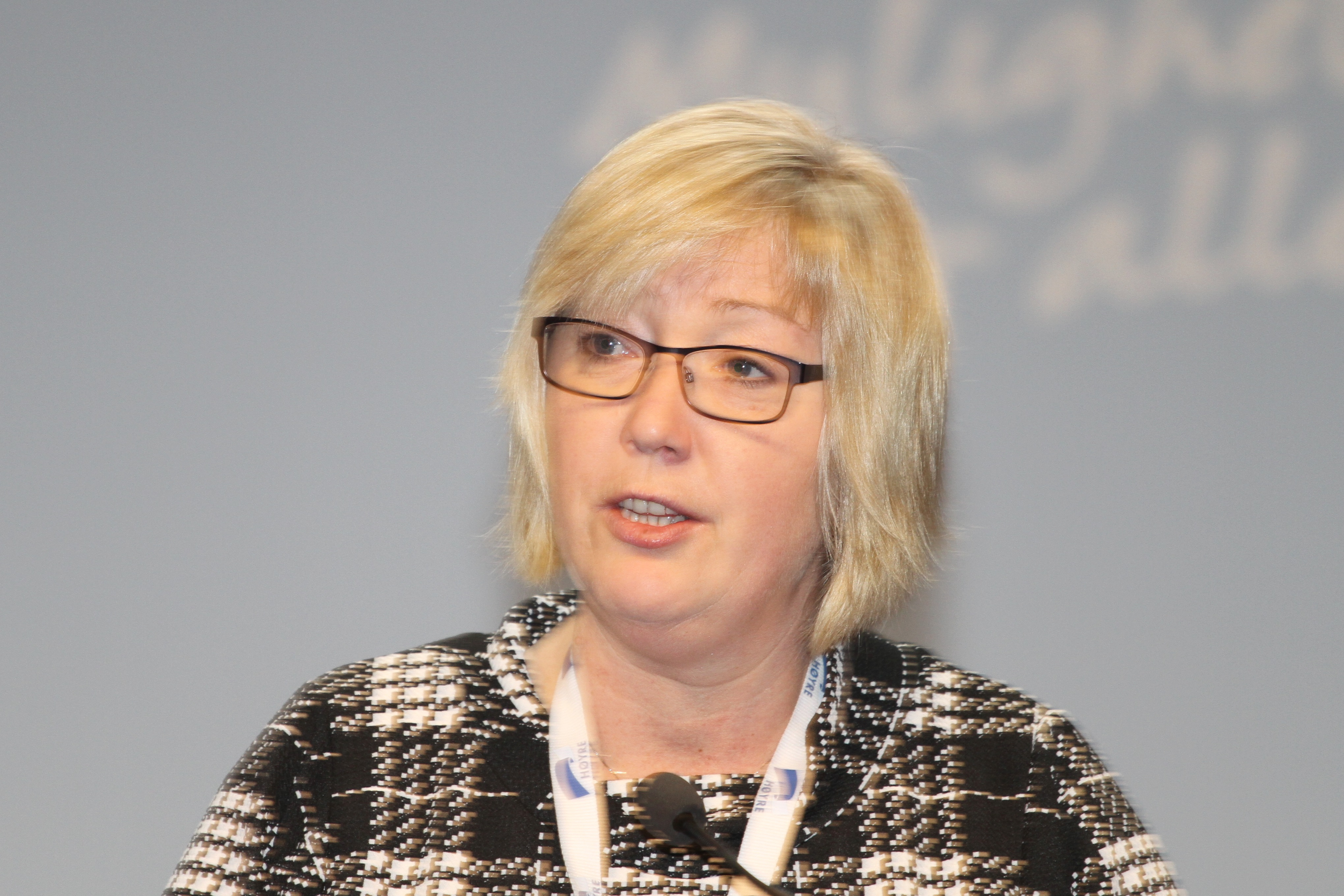
Frida Melvær, 2017

Frida Melvær (* 29. September 1971) ist eine norwegische Politikerin der konservativen Partei Høyre. Von 2017 bis 2021 war sie Abgeordnete im Storting.

## Leben
Melvær ist ausgebildete Lehrerin und unterrichtete an Schulen in Førde und Askvoll. Im Jahr 2007 zog sie erstmals in das Kommunalparlament von Askvoll ein, wo sie stellvertretende Bürgermeisterin wurde. Zwischen 2011 und 2017 war sie schließlich die Bürgermeisterin der Gemeinde. In der Zeit von 2011 bis 2015 war sie zudem Mitglied im Fylkesting der damaligen Provinz Sogn og Fjordane.
Bei der Parlamentswahl im September 2017 zog Melvær für den Wahlkreis Sogn og Fjordane ins norwegische Nationalparlament Storting ein, wo sie Mitglied im Justizausschuss wurde. Außerdem wurde sie Teil des Fraktionsvorstands der Høyre-Gruppierung im Parlament. Sie gab im Frühjahr 2020 bekannt, bei der Wahl 2021 nicht erneut für einen Sitz im Parlament kandidieren zu wollen. Als Begründung gab Melvær an, dass sie wieder zu ihrer Arbeit als Lehrerin zurückkehren möchte. Sie schied in der Folge im Herbst 2021 aus dem Storting aus.